# هيروشي كويزومي
هيروشي كويزومي (باليابانية: 小泉 博) هو مذيع ‏ وممثل ياباني، ولد في 12 أغسطس 1926 في اليابان، وتوفي بنفس المكان في 31 مايو 2015 بسبب ذات الرئة.

## وصلات خارجية
- هيروشي كويزومي على موقع IMDb (الإنجليزية)
- هيروشي كويزومي على موقع قاعدة بيانات الفيلم (الإنجليزية)